# Iglesia de San Pedro de Ariznoa (Vergara)
La iglesia de San Pedro de Ariznoa es un edificio del municipio español de Vergara, en la provincia de Guipúzcoa (País Vasco). Se trata del embrión de la población de Vergara. 

## Historia
La construcción actual data de finales del siglo XVI y comienzos del XVII. La torre es un añadido barroco de 1742. 
El altar mayor de estilo plateresco y datado en el siglo XVI, destaca por su grandiosidad. 
En una capilla lateral hay un cuadro de la escuela Napolitana, que llegó a Vergara en 1658 titulado Adoración de los pastores donde el manejo de la luz es magistral. 
Bajo el coro se encuentra el Cristo de la Agonía calificado por muchos críticos como una de las obras más relevantes del barroco mundial. Esta escultura del Cristo de la Agonía, cumbre de la imaginería sevillana y regalo de Juan de Irazábal, contador real en Sevilla, la realizó el cordobés Juan de Mesa, discípulo aventajado de Juan Martínez Montañés, en 1626. 
El Instituto Andaluz de Patrimonio Histórico (IAPH) ha restaurado la talla entre marzo de 2017 y febrero de 2018. Los trabajos se desarrollaron conforme al informe-diagnóstico del estado de conservación y propuesta de tratamiento elaborado por el IAPH en abril de 2017. 
La iglesia de San Pedro de Bergara es monumento nacional.
Al lado de este monumento se encuentra, también, la Torre de Olaso, construida en el siglo XVI. En la calle paralela a esta, encontramos otro monumento arquitectónico de gran importancia, ya que fue considerado Patrimonio cultural de Guipúzcoa, la Casa Jáuregui.
Forma parte, como elemento con protección especial, del casco histórico de Vergara, un bien cultural con la categoría de conjunto monumental.